# ジャンクション29
『ジャンクション29』は、2019年2月22日に公開された日本のオムニバス映画、およびそのドラマ版として同年1月にテレビ愛知とホームドラマチャンネルで放送されたテレビドラマ。監督はウエダアツシ、山田晃久。10人組の男性グループBOYS AND MENのメンバーから田中俊介、水野勝、本田剛文、小林豊の4人がそれぞれに主演をつとめる4つの短編で構成される。
田中俊介が自称映画監督を演じた「ツチノコの夜」、水野勝が結婚相談所の社長を演じた「結婚の条件」、本田剛文が動画投稿者を演じた「バズる」、小林豊が漫画家志望の青年を演じた「ジャンクション」、の4編からなる、人生の分岐点に立つ29歳の若者たちの姿を描いたオムニバス・ストーリーである。「ジャンクション」以外の3編は映画の公開より先にテレビドラマとして放送された。4編それぞれは独立した話であるが、小林が「ジャンクション」で演じた役は他の話とつながりを持っており、小林のみすべての話に出演している。

## あらすじ
「ツチノコの夜」
吉田健一は、親のすねをかじりながら自主製作映画を撮り続けている29歳である。吉田は高校の同窓会でかつて憧ていた小林彩花と再会し、急接近する。彩花を自宅に誘うことに成功したが、そこへ親友の加藤がやってくる。吉田はいったん加藤を外に出して再び彩花といいムードになるが、加藤はなぜか担任の飯田を連れて帰ってくる。
「結婚の条件」
29歳にして「カリスマ仲人」と呼ばれ、成功を手に入れた結婚相談所の社長・鴛鴦ハジメは、「愛なんて信じない、結婚はビジネス」と割り切っている。ハジメは風俗店経営者の鳶田に対応することになるが、彼は母親に勝手に申し込まれたといい、やる気がない。ハジメはそんな鳶田にトランスジェンダーの女性や、プライドの高い女性など、さまざまな女性を紹介する。
「バズる」
動画サイト『バズチューブ』投稿者の「バズチューバー」であるボイリッチーこと守谷悟は、動画投稿で一攫千金を夢見ているが、動画はつまらなく「バズる」気配はない。29歳になっても働く意欲を持たず、アルバイトもせずアパートに引きこもって怠惰な生活を送っている悟は借金がかさみ、ついに借金取りの権田夫婦がアパートに押しかけてくる。起死回生をはかるべく過激な動画を投稿する悟はネット上で炎上し、住所を特定されるなど危険にさらされる。
「ジャンクション」
漫画家志望である丸山晋輔は、コンテストに応募しては落選し続け、目が出ないまま29歳になった。生きる希望を見失った丸山は死を選び、死に場所を探しにあてもなくバスに乗る。そこへ偶然、高校の同級生だった田中が乗り合わせた。再会を懐かしむ田中は楽しそうだが、丸山はもうそんな気分ではない。そして田中は高校時代に丸山が書いていた漫画のことに触れる。

## キャスト
「ツチノコの夜」
- 吉田健一: 田中俊介
- 小林彩花: 佐藤玲
- 加藤正: 本多力
- 飯田: 菅原大吉

「結婚の条件」
- 鴛鴦ハジメ: 水野勝
- 鳶田敬一郎: 細田善彦
- 白鳥司織: 中村中
- 鷹野あゆみ: 山田キヌヲ
- 夕輝壽太

「バズる」
- 守谷悟: 本田剛文
- 早紀: ゆかりの小雪
- 権田権三: 水澤紳吾

「ジャンクション」
- 丸山晋輔: 小林豊
- 田中大: 福山翔大

## スタッフ
- 監督
  - ウエダアツシ、 山田晃久
- 脚本
  - 「ツチノコの夜」: 玉田真也、ウエダアツシ
  - 「結婚の条件」「ジャンクション」: 飯塚花笑、加藤結子
  - 「バズる」: 保坂大輔
- 企画・プロデュース: 佐藤友彦
- プロデューサー: 山口幹雄、小美野昌史
- 音楽監督: 小野川浩幸
- 音楽: 今村怜央、あみこ
- 撮影監督: 松井宏樹
- 編集: ウエダアツシ
- 制作: 飯塚香織、鈴木徳至
- 制作プロダクション: NAC
- 配給: スターキャット
- 製作著作: 2019『ジャンクション29』製作委員会

## テレビドラマ、封切り
『ジャンクション29』は、「ジャンクション」以外の3編が劇場公開より先にテレビドラマとして放送されている。テレビ愛知で2019年1月6日（5日深夜）に「ツチノコの夜」と「バズる」のが放送され、ホームドラマチャンネルで1月22日・29日（ともに前日の深夜帯）に「ツチノコの夜」・「結婚の条件」・「バズる」が放送された。
2月3日に、BOYS AND MENの活動拠点である名古屋市にある映画館、109シネマズ名古屋において完成披露プレミア上映会をおこなった。映画公開前より、本田剛文が劇中で演じた動画投稿者・ボイリッチーとして、YouTube上で動画投稿をはじめた。2月22日に東京シネクイントほか愛知、岐阜、大阪の映画館で公開。23日にユナイテッド・シネマアクアシティお台場で公開記念舞台挨拶が行われた。